# 23e cérémonie des Gotham Independent Film Awards
La 23e cérémonie des Gotham Independent Film Awards, décernés par l'Independent Feature Project, a eu lieu le 2 décembre 2013, et a récompensé les films indépendants réalisés dans l'année,.

## Palmarès

### Meilleur film
- Inside Llewyn Davis
  - Les Amants du Texas (Ain't Them Bodies Saints)
  - Before Midnight 
  - Twelve Years a Slave
  - Upstream Color

### Bingham RayBreakthrough Director
- Ryan Coogler pour Fruitvale Station
  - Adam Leon pour Gimme the Loot
  - Alexandre Moors pour Blue Caprice
  - Stacie Passon Concussion
  - Amy Seimetz pour Sun Don't Shine

### Meilleur acteur
- Matthew McConaughey pour le rôle de Ron Woodroof dans Dallas Buyers Club
  - Chiwetel Ejiofor pour le rôle de Solomon Northup dans Twelve Years a Slave
  - Oscar Isaac pour le rôle de Llewyn Davis dans Inside Llewyn Davis
  - Robert Redford pour le rôle de l'homme dans All Is Lost
  - Isaiah Washington pour le rôle de John dans Blue Caprice

### Meilleure actrice
- Brie Larson pour le rôle de Grace dans States of Grace (Short Term 12)
  - Cate Blanchett pour le rôle de Jasmine dans Blue Jasmine
  - Scarlett Johansson pour le rôle de Barbara dans Don Jon
  - Amy Seimetz pour le rôle de Kris dans Upstream Color
  - Shailene Woodley pour le rôle d'Aimee Finicky dans The Spectacular Now

### Breakthrough Actor
- Michael B. Jordan pour le rôle d'Oscar dans Fruitvale Station
  - Dane DeHaan pour le rôle de Lucien Carr dans Kill Your Darlings
  - Kathryn Hahn pour le rôle de Rachel dans Afternoon Delight
  - Lupita Nyong'o pour le rôle de Patsey dans Twelve Years a Slave
  - Robin Weigert pour le rôle d'Abby dans Concussion

### Meilleur film documentaire
- The Act of Killing
  - The Crash Reel
  - First Cousin Once Removed
  - Let the Fire Burn
  - Our Nixon

### Audience Award
- Jake Shimabukuro: Life on Four Strings
  - Best Kept Secret
  - Don't Stop Believin': Everyman's Journey
  - Fruitvale Station
  - Twelve Years a Slave

### Spotlight on Women Filmmakers ‘Live the Dream’ Grant
- Gita Pullapilly, réalisatrice de Beneath the Harvest Sky

## Statistiques

### Nominations multiples
4 : Twelve Years a Slave
3 : Fruitvale Station
2 : Blue Caprice, Concussion, Inside Llewyn Davis, Upstream Color

### Récompenses multiples
2 : Fruitvale Station